# Новосёлки (Рогачёвский район)
Новосёлки (бел. Навасёлкі) — деревня в Тихиничский сельсовете Рогачёвского района Гомельской области Беларуси.

## География

### Расположение
В 21 км на северо-запад от районного центра и железнодорожной станции Рогачёв (на линии Могилёв — Жлобин), 142 км от Гомеля.

### Гидрография
На реке Добрица (приток реки Друть).

## Транспортная сеть
Транспортные связи по просёлочной, затем автомобильной дороге Бобруйск — Гомель. Планировка состоит из прямолинейной улицы, ориентированной с юго-востока на северо-запад, к которой на востоке присоединяется короткая улица с широтной ориентацией с переулком. Застройка двусторонняя, преимущественно деревянная, усадебного типа.

## История
В 1704 году упоминается как деревня в составе имения Тихиничи в Речицком повете ВКЛ. В XIX веке селение в Тихиничской волости Рогачёвского уезда Могилёвской губернии. В 1854 году построена церковь. Согласно переписи 1897 года действовали школа грамоты, хлебозапасный магазин, мельница. В 1909 году 678 десятин земли. В 1912 году открыта школа, которая размещалась в наёмном крестьянском доме. В 1931 году организован колхоз. Во время Великой Отечественной войны оккупанты в 1944 году сожгли деревню и убили 3 жителей. 54 жителя погибли на фронте. В составе совхоза «Тихиничи» (центр — деревня Тихиничи).

## Население

### Численность
- 2004 год — 87 хозяйств, 186 жителей.

### Динамика
- 1897 год — 56 дворов, 349 жителей (согласно переписи).
- 1909 год — 65 дворов, 451 житель.
- 1940 год — 126 дворов, 441 житель.
- 2004 год — 87 хозяйств, 186 жителей.